# Le passé ne meurt pas
Pour les articles homonymes, voir Easy Virtue.
Pour plus de détails, voir Fiche technique et Distribution.
Le passé ne meurt pas (Easy Virtue) est un film britannique muet réalisé par Alfred Hitchcock en 1927,  preview le 20 août 1927 (London), sorti en salle au Royaume-Uni le 5 mars 1928 et en France le 29 novembre 1929.

## Synopsis
Larita Filton est accusée d'avoir trompé son mari, jugée pour adultère et contrainte de divorcer, malgré ses dénégations. La presse à scandale se délecte de son histoire et contraint la jeune femme à s'exiler sur la côte d'Azur. Au bord de la Méditerranée, la vie semble reprendre le dessus. Bientôt, John Whittaker s'éprend de Larita et l'épouse. De retour en Angleterre, dans la famille de John, la jeune femme comprend qu'on n'efface pas son passé si facilement...

## Fiche technique
- Titre français : Le passé ne meurt pas
- Titre original : Easy Virtue
- Réalisation : Alfred Hitchcock
- Scénario : Eliot Stannard d’après la pièce Easy Virtue de Noël Coward
- Production : Michael Balcon
- Photographie : Claude McDonell
- Lieux de tournage : Studios de la Victorine (Nice)[1]
- Montage : Ivor Montagu
- Studios : Islington
- Pays d'origine : Angleterre
- Format : Noir et blanc - Muet
- Genre : Comédie dramatique
- Durée : 99 min
- Date de sortie : 
  - Royaume-Uni : 5 mars 1928

## Distribution
- Isabel Jeans : Larita Filton
- Franklin Dyall : son mari
- Eric Bransby : l’artiste
- Ian Hunter : l’avocat
- Robin Irvine : John Whittaker
- Violet Farebrother : Mrs Whittaker, la mère de John
- Benita Hume : réceptionniste de téléphone (non créditée)
- Dorothy Boyd : La sœur cadette de John
- Dacia Deane : La sœur aînée de John
- Frank Elliott : Le père de John

## Autour du film
Déjà coutumier de ses fameux caméos, Hitchcock passe ici derrière un court de tennis.
Lors du tournage dans les studios de la Victorine à Nice, Rex Ingram répondit à Hitchcock qui lui demandait son avis au sujet des rushes du film : « Vous avez du talent mais laissez-moi vous conseiller de changer de nom. Hitchcock n'est pas un nom approprié pour un réalisateur. Je le sais parce que c'était le mien avant que je n'en change. »